# Hypolycaena
Hypolycaena is een geslacht van vlinders van de familie van de Lycaenidae, uit de onderfamilie van de Theclinae.

## Soorten
- H. alcestis (Grose-Smith, 1889)
- H. amabilis (De Nicéville, 1895)
- H. amanica Stempffer, 1951
- H. anara Larsen, 1986
- H. antifaunus Westwood, 1851
- H. asahi Okubo, 2007
- H. auricostalis (Butler, 1897)
- H. buxtoni Hewitson, 1874
- H. clenchi Larsen, 1997
- H. coerulea Aurivillius, 1895
- H. condamini Stempffer, 1956
- H. danis (C. & R. Felder, 1865)
- H. dubia Aurivillius, 1895
- H. erasmus Grose-Smith, 1900
- H. erylus (Godart, 1823)
- H. etias Smith, 1887
- H. hatita Hewitson, 1865
- H. irawana (Hayashi, Schröder & Treadaway, 1984)
- H. ithna Hewitson, 1869
- H. jacksoni Bethune-Baker, 1906
- H. kadiskos Druce, 1890
- H. kakumi Larsen, 1997
- H. lebona Hewitson, 1865
- H. liara Druce, 1890
- H. lochmophila Tite, 1967
- H. merguia (Doherty, 1889)
- H. naara Hewitson, 1873
- H. nigra Bethune-Baker, 1914
- H. nilgirica Moore, 1884
- H. ogadenensis Stempffer, 1946
- H. pachalica Butler, 1888
- H. philippus (Fabricius, 1793)
- H. phorbas (Fabricius, 1793)
- H. schroederi Hayashi, 1984
- H. schubotzi Schultze & Aurivillius, 1910
- H. scintillans Stempffer, 1957
- H. shirozui (Hayashi, 1981)
- H. similis Dufrane, 1945
- H. sipylus Felder, 1860
- H. sohmai Takanami, 1994
- H. suda Lamas, 2007
- H. tearei Henning, 1981
- H. thecloides (C. & R. Felder, 1860)
- H. toshikoae Hayashi, 1984
- H. umbrata Seki & Takanami, 1988
- H. vanavasa (Fruhstorfer, 1909)
- H. xenia (Grose-Smith, 1895)